# وارنر سوندرز
وارنر سوندرز (بالإنجليزية: Warner Saunders)‏ هو مذيع أخبار وصحفي أمريكي، ولد في 30 يناير 1935، وتوفي في 9 أكتوبر 2018 بسبب نوبة قلبية.

## وصلات خارجية
- وارنر سوندرز على موقع IMDb (الإنجليزية)